# アドクス・ベアトゥス
アドクス・ベアトゥス（学名 Adocus beatus）は、アドクス科アドクス属に属する絶滅したカメ目の一種。

## 説明
アドクス・ベアトゥスの殻は扁平で滑らかな輪郭を持ち、角質の彫刻板があり、殻の長さは約80センチメートルに達することもあった。

## 分布
これらのカメはアメリカの白亜紀から古第三紀の堆積物で発見されている。